# باغ‌لی‌جا (آماسیه)
باغ‌لی‌جا (به ترکی استانبولی: Bağlıca) یک منطقهٔ مسکونی در ترکیه است که در آماسیه واقع شده‌است.